# Fannaråki
Fannaråki lub Fannaråken – szczyt w Górach Skandynawskich. Leży w Norwegii, w regionie Oppland. Należy do pasma Jotunheimen.